# Rasa de Prat de Botons
La Rasa del Prat de Botons és un torrent afluent per l'esquerra de la Rasa del Clot de la Vall, al massís del Port del Comte per la banda de la Vall de Lord

## Descripció
Neix a 1.874 msnm (42° 10′ 36.93″ N, 1° 32′ 41.25″ E / 42.1769250°N,1.5447917°E) a la zona del Prat de Botons. De direcció global O-E, fa bona part del seu curs seguint en paral·lel la Rasa del Clot de la Vall en la qual aboca les seves aiqües a 1.640 msnm després d'haver travessat el Prat Berlà.

## Municipis que travessa
Tot el seu recorregut el realitza pel terme municipal de la Coma i la Pedra.

## Perfil del seu curs
| metres de curs  | 0     | 250   | 500   | 750   | 1.000 | 1.152 |
| --------------- | ----- | ----- | ----- | ----- | ----- | ----- |
| Altitud (en m.) | 1.874 | 1.816 | 1.760 | 1.696 | 1.658 | 1.640 |
| % de pendent    | -     | 23,2  | 22,4  | 25,6  | 15,2  | 15,6  |

## Mapa del seu curs
- Mapa de l'ICC